# SoCIB
La SoCIB S.p.A., acronimo di Società Capua group Imbottigliamento Bevande gassate (precedentemente nota come Società Calabrese Imbottigliamento Bevande gassate), era un'azienda calabrese che si occupava dell'imbottigliamento di bevande gassate per la The Coca-Cola Company, coprendo il territorio di cinque regioni italiane.

## Storia
Viene fondata a Reggio Calabria il 19 maggio 1962 dagli imprenditori siciliani Tobino (proprietari di tre aziende di imbottigliamento a Catania, Palermo e Siracusa), quartiere Pellaro, con l'obiettivo di ottimizzare la distribuzione dei prodotti della The Coca-Cola company in Calabria.
Nel 2008 Coca-Cola HBC rileva la società. La transazione ha un valore totale di 270 milioni di euro. Il secondo imbottigliatore italiano diventa così la Sibeg di Catania.
La prima bottiglia Coca-Cola prodotta a Reggio è del 6 giugno 1964. Dieci anni dopo (nel gennaio 1974) la famiglia Capua acquisisce la SoCIB.
Nel 1990 la società rileva il 45% della Sicon di Milazzo, che produce bottiglie in PET, ciò permette alla SoCIB di ottimizzare il processo di imbottigliamento.
Nel 1994, grazie ai successi ottenuti nella gestione dell'impianto di Reggio Calabria, la The Coca-Cola Company concede all'azienda il territorio della Sardegna e, nel 1996, anche i territori della Basilicata e della Campania dove, in località Marcianise, vanta uno degli stabilimenti a più alta capacità produttiva d'Europa.
Nel 2001 la SoCIB acquisisce anche la Puglia e nei primi mesi del 2002 le quattro aziende vengono integrate in un'unica società.
Nel 2008 SoCIB viene acquistata dalla CocaCola Hellenic Bottling Company S.A. società con sede centrale ad Atene e che gestisce la produzione e distribuzione delle bevande a marchio The Coca-Cola Company in 28 paesi europei e non (ad esempio ne fanno parte il mercato della Nigeria e l'intera Russia).
Nel gennaio 2009 in seguito al passaggio di proprietà e alla conseguente "ristrutturazione del sistema produttivo e logistico", lo stabilimento storico di Pellaro è stato chiuso. A marzo dello stesso anno, anche lo stabilimento di Bari ha cessato ogni attività. Coca-Cola HBC ha motivato la scelta con l'intenzione di concentrare la produzione nello stabilimento di Marcianise.
Con effetto dal 31 dicembre 2009 la società è ufficialmente cessata a seguito della sua incorporazione nella "Coca-Cola HBC Italia s.r.l..

## Prodotti

### The Coca-Cola Company
- Coca-Cola
- Coca-Cola Light
- Coca-Cola senza caffeina
- Fanta, Fanta Chinotto
- Fanta Zero
- Fanta Red Emotion
- Fanta Icy Gusto Limone
- Sprite
- Kinley
- Powerade
- Minute Maid
- Nestea
- Burn
- Beverly
- Aquarius
- Burn Gum

## Organizzazione
La SoCIB copriva un territorio di 5 regioni comprendenti 21 province e 1.726 comuni per un totale di 13,8 milioni di abitanti. Nel 2006 ha venduto 50.000.000 casse, con un fatturato di 250.000.000 €.
La struttura era organizzata in 450 dipendenti, a copertura di 30.000 dettaglianti (pari all'80% del mercato), 220 clienti vendita diretta (GDO), 450 distributori, con 1.000 automezzi, 4 siti produttivi, 12 linee di produzione e 11 magazzini periferici.